# ثيو لوسيوس
ثيو لوسيوس (بالهولندية: Theo Lucius)‏ (19 ديسمبر 1976 بفيخل في هولندا - ) هو لاعب كرة قدم هولندي في مركز قلب الدفاع. شارك مع منتخب هولندا لكرة القدم. أما مع النوادي، فقد لعب مع آر كي سي فالفيك وإف سي آيندهوفن ودين بوستش وفاينورد ونادي آيندهوفن ونادي أوترخت ونادي غرونينغن وKozakken Boys ‏.

## مسيرته الكروية
لعب ثيو لوسيوس خلال مسيرته الاحترافية مع 8 أندية في تسعة عشر موسمًا وسجل خلالها 27 هدفًا ضمن 398 مباراة. حيث فاز في موسمين بالكأس وفي أربعة مواسم بالدوري.
خاض ثيو لوسيوس مسيرته مع نادي دين بوستش في موسم 1996–97 في المرة الأولى ولمدة موسمين ثم في موسم 2010–11 لمدة موسم واحد، مشاركًا طوالها في 91 مباراة سجل خلالها 7 أهداف. ثم انتقل إلى نادي آيندهوفن في موسم 1998–99 في المرة الأولى لمدة موسم واحد ثم في موسم 2000–01 ليلعب معه ستة مواسم، حيث شارك طوالها في 144 مباراة سجل خلالها 8 أهداف. لينتقل بعدها إلى نادي أوترخت في موسم 1999–00 لمدة موسم واحد، مشاركًا في 32 مباراة سجل خلالها 3 أهداف. ثم انتقل إلى نادي فاينورد في موسم 2006–07 واستمر معه طيلة ثلاثة مواسم، مشاركًا في 74 مباراة سجل خلالها 6 أهداف. هذا وانتقل لاحقًا إلى نادي غرونينغن في موسم 2009–10 لمدة موسم واحد، مشاركًا في 4 مباريات ولم يسجل أي هدف. ثم انتقل بعدها إلى نادي إف سي آيندهوفن في موسم 2011–12 ولمدة موسمين، مشاركًا في 37 مباراة سجل خلالها 3 أهداف. ليعود وينتقل من جديد، لكن هذه المرة إلى Kozakken Boys ‏ في موسم 2013–14 لمدة موسم واحد، مشاركًا في 16 مباراة ولم يسجل أي هدف.

## وصلات خارجية
- ثيو لوسيوس على موقع الاتحاد الدولي (مؤرشف)  (الإنجليزية)
- ثيو لوسيوس على موقع الاتحاد الأوربي (الإنجليزية)
- ثيو لوسيوس على موقع قاعدة بيانات كرة القدم.إي يو (الإنجليزية)
- ثيو لوسيوس على موقع ناشيونال فوتبول تيمز (الإنجليزية)